# اسپینوفوروسور
اسپینوفوروسور (نام علمی: Spinophorosaurus) نام یک سرده از زیرراسته خزنده‌پاریختان است.